# Teoría de los dos factores

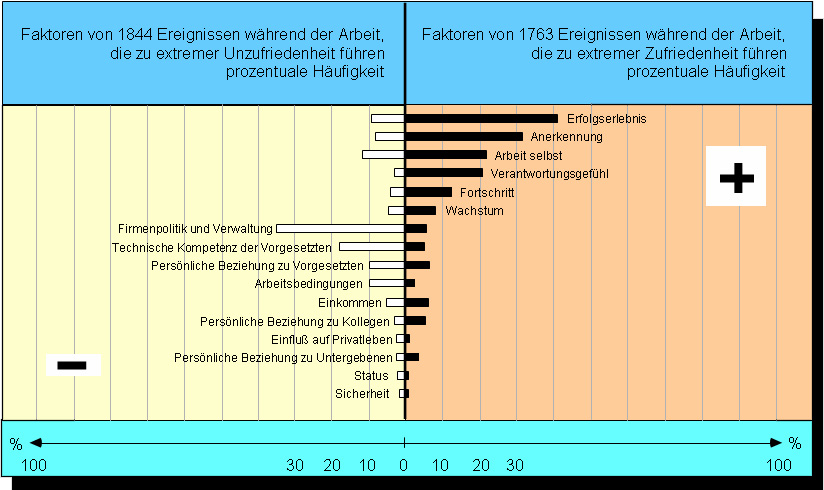
Factores de Herzberg

La Teoría de los dos factores de 1959 es una teoría formulada por el psicólogo Frederick Herzberg para explicar mejor el comportamiento de las personas en situaciones de trabajo. Este autor plantea la existencia de dos factores que orientan el comportamiento de las personas:
- La satisfacción es principalmente el resultado de los factores de motivación. Estos factores ayudan a aumentar la satisfacción del individuo pero tienen poco efecto sobre la insatisfacción.
- La insatisfacción es principalmente el resultado de los factores de higiene. Si estos factores faltan o son inadecuados, causan insatisfacción, pero su presencia tiene muy poco efecto en la satisfacción a largo plazo.

## Factores extrínsecos
Los factores higiénicos o factores extrínsecos están relacionados con la insatisfacción, pues se localizan en el ambiente que rodea a las personas y abarcan las condiciones en que desempeñan su trabajo. Como esas condiciones son administradas y decididas por la empresa, los factores higiénicos están fuera del control de las personas. Son factores de contexto y se sitúan en el ambiente externo que circunda al individuo. 
Herzberg destaca que, tradicionalmente, solo los factores higiénicos fueron tomados en cuenta en la motivación de los empleados: el trabajo era considerado una actividad desagradable y, para lograr que las personas trabajaran más, se hacía necesario apelar a premios e incentivos salariales, liderazgo democrático, políticas empresariales abiertas y estimulantes, es decir, incentivos externos al individuo a cambio de su trabajo. Más aún, otros incentivan el trabajo de las personas por medio de recompensas (motivación positiva) o castigos (motivación negativa). Según las investigaciones de Herzberg, cuando los factores higiénicos son óptimos, solo evitan la insatisfacción de los empleados, pues no consiguen elevar consistentemente la satisfacción, y cuando la elevan, no logran sostenerla por mucho tiempo. Pero, cuando los factores higiénicos son pésimos o precarios, provocan la insatisfacción de los empleados. 
A causa de esa influencia, más orientada hacia la insatisfacción, Herzberg los denomina factores higiénicos, pues son esencialmente profilácticos y preventivos: evitan la insatisfacción, pero no provocan satisfacción. Su efecto es similar al de ciertos medicamentos: evitan la infección o combaten el dolor de cabeza, pero no mejoran la salud. Por el hecho de estar más relacionados con la insatisfacción, Herzberg también los llama factores de insatisfacción. 
- Sueldo y beneficios empresariales
- Política de la empresa y su organización
- Relaciones con los compañeros de trabajo
- Ambiente físico
- Supresión
- Estatus
- Seguridad laboral
- Crecimiento
- Madurez
- Consolidación
- Áreas

## Factores intrínsecos
Los factores motivacionales o factores intrínsecos están relacionados con la satisfacción en el cargo y con la naturaleza de las tareas que el individuo ejecuta. Por esta razón, los factores motivacionales están bajo el control del individuo, pues se relacionan con aquello que él hace y desempeña. Los factores motivacionales involucran los sentimientos relacionados con el crecimiento y desarrollo personal, el reconocimiento profesional, las necesidades de autorrealización, la mayor responsabilidad y dependen de las tareas que el individuo realiza en su trabajo. Tradicionalmente, las tareas y los cargos han sido diseñados y definidos con la única preocupación de atender a los principios de eficiencia y de economía, suprimiendo los aspectos de reto y oportunidad para la creatividad individual. Con esto, pierden el significado psicológico para el individuo que los ejecuta y tienen un efecto de "desmotivación" que provoca apatía, desinterés y falta de sentido psicológico, ya que la empresa solo ofrece un lugar decente para trabajar.
- Logros
- Reconocimiento
- Independencia laboral
- Responsabilidad
- Promoción